# Gauern
Gauern település Németországban, azon belül Türingiában. Lakosainak száma 123 fő (2023. december 31.).

## Népesség
A település népességének változása:
| Lakosok száma | 116  | 112  | 118  | 121  | 123  |
|               | 2017 | 2019 | 2021 | 2022 | 2023 |